# Mouth to Mouth (film 2005)
Mouth to Mouth è un film del 2005 diretto da Alison Murray.
Film indipendente che ha rivelato l'attore protagonista Elliot Page cui questa performance ha permesso di ottenere un ruolo analogo nel controverso thriller Hard Candy.

## Trama
Sherry Green è una ragazza punk dalla personalità ribelle ed anticonformista che si unisce ad una organizzazione chiamata SPARK (Street People Armed with Radical Knowledge, ovvero ragazzi di strada armati di conoscenza radicale), formata da persone che conducono una vita nomade per le strade dell'Europa e si divertono in modo estremo e particolare. Sherry (soprannominata Bad) fa parte del gruppo più per crisi personale e ribellione verso la madre e la società che per reale condivisione degli "ideali Spark".
Durante il viaggio, che Sherry condividerà in parte con la madre (accorsa in suo aiuto), ne capiteranno di tutti i colori. In particolare uno dei membri del gruppo - il piccolo Manson - muore in circostanze particolari e drammatiche, mentre l'enigmatico leader del gruppo, un tale Harry, consuma un rapporto carnale con la stessa ragazza, mostrando problemi di natura sessuale (eiaculazione precoce) che probabilmente hanno su di lui anche risvolti di tipo psicologico.
In tutto questo, Sherry pian piano si rende conto di quanto fragili, poco chiari ed utopici siano in realtà gli obiettivi del gruppo, formato per lo più da persone disperate, sbandate e senza un particolare scopo (peraltro diversi membri del gruppo soffrono di depressione o si malsopportano a vicenda). Prendendo coscienza di non (volere) appartenere a questo genere di mondo, dopo la morte (più o meno accidentale per asma) dell'amica Nancy, Sherry scapperà per tornarsene a casa assieme alla dottoressa e ad un suo amico (lasciando la psicolabile madre, oramai perfettamente ambientata, all'interno della comune).

## Produzione
Il film è stato girato principalmente nelle città di Berlino, Londra e Lisbona.

## Distribuzione
La pellicola è stata presentata in vari festival tenutosi negli USA e in Canada, mentre in Europa il film ha fatto la sua comparsa in manifestazioni che si sono tenute in Germania, Regno Unito, Francia ed Israele.
Il film è stato commercializzato in formato DVD il 19 maggio 2006 negli USA ed il 9 maggio 2008 nel Regno Unito.